# 蔣王論戰
蔣王論戰，也被稱為王蔣論戰、王蔣大論戰，是於1981年時，蔣碩傑與王作榮透過報紙投書與社論展開的一場辯論，這場辯論影響了台灣日後的經濟走向，是台灣戰後經濟發展史上重要的一次論爭。
當時的人形容這是一場「李斯特（政府干預）大戰史密斯（自由市場）」的辯論，或是「學院派與社論派之爭」。這是台灣的經濟學家公開討論政府經濟政策的開始，也是自由主義的市場經濟思潮進入台灣的開端。

## 背景
當時國際發生第二次石油危机，台灣因為主要能源皆仰賴進口而受到嚴重衝擊，國內物價快速上升，經濟增長衰退。
蔣經國政府希望採取凱恩斯主義，壓低利率、增加貨幣供給、增加出口，以提高經濟成長率來渡過危機。此派以王作榮為代表，希望先全力追求經濟成長，擺脫衰退，再回頭來改善社會貧富不均的狀況。但蔣碩傑認為這個作法會造成社會不公、資本家得利、貧富差距擴大，因而主張控制貨幣，以穩定經濟和社會為主要訴求。

## 雙方立場
1981年3月5日至6日，蔣碩傑在《中央日報》發表〈穩定中求成長的經濟政策〉一文，主張控制貨幣供給增加率和維持利率自由化以穩定物價。他批評凱恩斯主義經濟學的作法，引起時任《中國時報》總主筆的王作榮在社論上展開反擊。
王作榮主張，物價上升是由於供給面帶動的物價上升，而台灣民間尚有許多資金，應該採用低利率政策並且增加貨幣供給，以增加需求面，帶動經濟成長。
1981年6月20日，蔣碩傑先生於《中國時報》發表〈貨幣理論與金融政策〉，反駁王作榮。在此之後，台灣的經濟學者紛紛發表意見，形成一場大論爭。
1982年7月18日至20日，蔣碩傑在《中央日報》發表〈紓解工商業困境及恢復景氣途徑之商榷〉，強烈批評銀行業者透過「五鬼搬運法」及「金蟬脫瞉法」，假借投資之名，將資金融通給工商業者。當資本家無法還款時造成銀行呆帳，再透過政府向全民徵稅來補貼。如此一來，將造成貧富差距擴大。這篇文章引起台灣資本家及銀行業者強烈的不滿與反彈。
1982年9月5日，夏道平先生於《中央日報》以〈討論經濟問題應有的共識〉，為蔣王論戰作了一個總結。

## 外部連結
- 吳惠林〈蔣碩傑先生經濟理念的現實印證與啟示-觀念力量的詮釋〉